# Giorni da Leone
Giorni da Leone è una miniserie televisiva italiana del 2002 diretta da Francesco Barilli. Il titolo è in maiuscolo poiché è riferito al nome del protagonista interpretato da Luca Barbareschi.

## Trama
Leone è un disegnatore donnaiolo che non si è mai veramente innamorato. Ritrovatosi i 5 figli maschi, ciascuno di età e madre diversa, scaricati dalle rispettive madre per l'estate, decide di portarli in un collegio estivo. I ragazzi si rifiutano e Leone decide di passare le vacanze con loro in uno stravagante girovagare in macchina dormendo da amici e/o parenti. Il viaggio gli servirà per rielaborare la sua vita, crescere e costruire, finalmente, un rapporto con i suoi figli. Alla fine capirà quali sono le vere priorità nella sua vita, scoprirà di adorare il suo ruolo di padre e si renderà conto di quale è la donna, l'unica, veramente importante per lui.

## Produzione
La miniserie è composta da 2 puntate, e venne prodotta dalla First Film srl, casa di produzione oggi non più esistente che era di proprietà di Luca Barbareschi. È stata la prima fiction televisiva a trattare la tematica delle famiglie allargate.
L'opera venne trasmessa in prima visione assoluta su Rai 1 il 24 e il 25 febbraio 2002.
La miniserie è stata girata a Roma, Comacchio, Gualtieri e Parma. Ha avuto anche un sequel, dal titolo Giorni da Leone 2.